# Pałac Biskupi we Włocławku
Pałac Biskupi we Włocławku – klasycystyczny pałac będący miejscem zamieszkania biskupów włocławskich oraz siedzibą kurii diecezjalnej. Zlokalizowany jest przy ujściu Zgłowiączki do Wisły, przy bulwarach im. marszałka Józefa Piłsudskiego.

## Gród
W widłach ujścia Zgłowiączki do Wisły znajdowała się od IX wieku nieobronna osada wczesnośredniowieczna, w której mieszkańcy zajmowali się obróbką brązu, wytopem żelaza, hodowlą, rolnictwem, myślistwem i rybołówstwem. Około połowy X wieku osada została spalona. W okresie panowania Bolesława Chrobrego we Włocławku istniał ważny gród, który obok Poznania i Gniezna, dostarczał królowi znaczną liczbę wojowników (wg kronikarza Galla Anonima „z grodu Władysławia 800 pancernych i 2000 tarczowników, ci wszyscy waleczni i wprawieni w rzemiośle wojennym występowali [do boju] za czasów Bolesława”). Nie jest znane miejsce, w którym znajdował się gród Chrobrego, ale przypuszczalnie znajdował się po prawej stronie Wisły w Zarzeczewie, gdzie odnaleziono duży gród z podgrodziem i osadami, funkcjonujący od XI do XIII wieku.

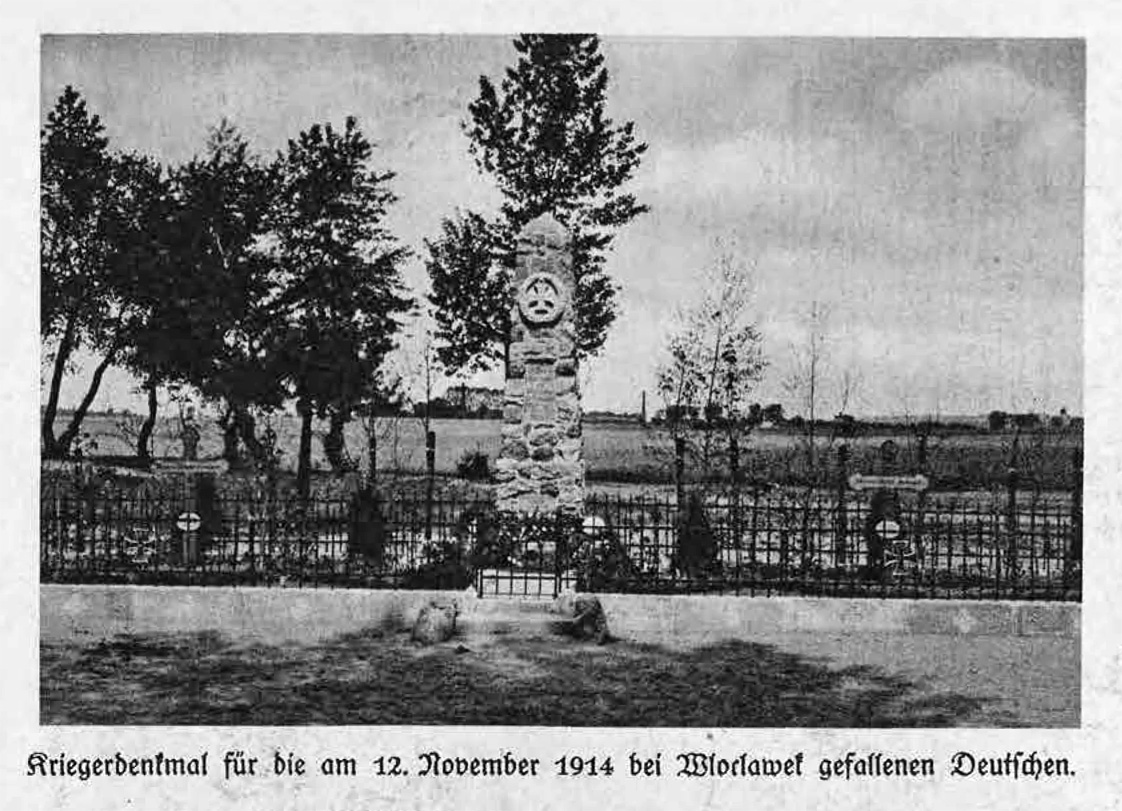
Nieistniejący cmentarz wojenny przy ul. Wienieckiej

W miejscu, w którym wznosi się obecnie Pałac Biskupi istniał gród, który chroniły wały o konstrukcji skrzyniowej i fosa sięgająca głębokości 5 metrów, ale sam obiekt był stosunkowo niewielki, ponieważ jego promień miał jedynie około 26-30 metrów. Trwający w pierwszej połowie XIII wieku konflikt księcia Kazimierza I kujawskiego z biskupami sprawił, że Włocławek stopniowo tracił rolę centrum polityczno-administracyjnego. W konsekwencji książę Kazimierz I kujawski po 1266 roku przeniósł siedzibę kasztelanii z Włocławka do Brześcia Kujawskiego. W tym samym roku książę przekazał na stałe biskupom gród we Włocławku. Osada i ówczesna katedra romańska zostały zniszczone w Wielkanoc 23 kwietnia 1329 roku przez Krzyżaków z powodu konfliktu między Zakonem a biskupem Maciejem Pałuką z Gołańczy o dziesięcinę snopową na terenie Pomorza. 

## Zamek biskupi

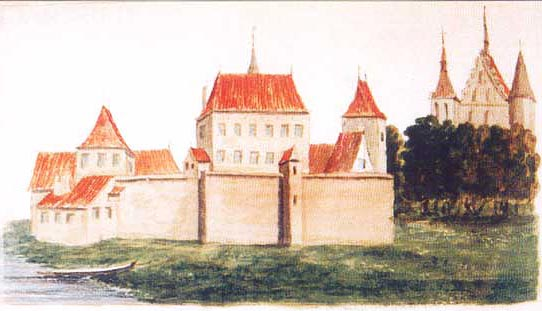
Zamek we Włocławku na rysunku Abrahama Boota, wykonany pomiędzy 1627 a 1628 rokiem.

W miejscu zniszczonego w 1329 roku grodu biskup kujawski Maciej Pałuka z Gołańczy polecił zbudować zamek obronny, który był następnie rozbudowywany przez jego następcę i krewnego biskupa Zbyluta Pałukę z Wąsosza. Zamek zbudowany przypuszczalnie w latach 1330-1339 był otoczony murem i wjeżdżało się do niego od strony zachodniej po moście nad rzeką Zgłowiączką. Zamek rozbudowano w drugiej połowie XIV wieku. W 1373 roku zamek zdobyły i na krótki okres utrzymały oddziały księcia Władysława Białego.  
W czasach biskupa Stanisława Karnkowskiego (1567 – 1581) zamek rozbudowano oraz urządzono nowy wyjazd po przeciwnej stronie niż poprzednio, od wschodu tj. od strony miasta. Pierwotny most był położony zbyt nisko i często był zalewany przez wodę, dlatego biskup Stanisław Karnkowski zbudował nowy wyższy most oparty o kamienne filary. Most prowadził przez dwie bramy, pierwszą drewnianą oraz drugą dwupiętrową murowaną z mostem zwodzonym. Biskup Karnkowski polecił też zbudować dwupiętrowy Dom Duży z ryzalitem wieżowym od wschodu oraz wystawić w jednym z narożników wieżę zwieńczoną hełmem. Od strony Wisły powstał piętrowy budynek. Przy każdej z bram stał jednopiętrowy budynek, w którym mieściły się m.in. izby gospodarcze i mieszkanie odźwiernego. Przy bramach były też mniejsze furty. Inwentarze z lat 1582 i 1604 podają, że zamek posiadał drewniane umeblowanie; piece kaflowe, w tym część malowana na zielono; okna zabezpieczane kratami, niektóre szklane lub z błony z ołowiu. 
Na lewym brzegu Zgłowiączki, naprzeciw zamku znajdowały się budynki gospodarcze takie jak: piekarnia, spichlerz i browar oraz ogród pałacowy. Biskupi włocławscy przebywali jednak na zamku rzadko, ich główną rezydencją był pałac w Wolborzu.
Ulica Zamcza we Włocławku w przeszłości była dłuższa niż obecnie i prowadziła do zamku włocławskiego. Również z dawnym zamkiem wiąże się nazwa dawnej wsi i przedmieścia, a obecnie dzielnicy Włocławka - Zazamcze, czyli tereny leżące za zamkiem. Na Zazamczu mieściły się też niektóre z zabudowań zarządzanych przez włodarzy zamku, tj, stajnie i spichlerze. Było to możliwe, bo przedmieście było połączone z zamkiem drewnianym mostem. W 1707 z inicjatywy biskupa Konstantego Felicjana Szaniawskiego "połowę zamku na nowo odbudowano, drugą połowę naprawiono". W latach 1720-1738 na polecenie biskupa Krzysztofa Antoniego Szembeka naprawiono mur obwodowy oraz dwie baszty, a dodatkowo podwyższono część zamku od strony Wisły o piętro oraz wyposażono na nowo wnętrza. Inwentarze z lat 1720 i 1751 informują, że Pałac nadal był otoczony murem z dwiema niewysokimi basztami krytymi dachówką. Wciąż istniał drewniany most na kamiennych filarach prowadzący do zamku. W tym czasie istniała jeszcze  wewnętrzna murowana brama. We wnętrzach odnotowano okna szklane lub z błony z ołowiu, malowane piece kaflowe, a także murowane kominy. Pałac posiadał wówczas własny skarbiec. Wokół Pałacu wciąż były m.in. browar, spichlerze i stajnie. W jednej z baszt istniały dwa pomieszczenia więzienne, dolne i górne. Dziedziniec był w całości wybrukowany kamieniami. Około 1750 roku zamek był opisywany jako zrujnowany, w związku z czym podjęto decyzję o jego przebudowie i przekształceniu w barokowy pałac dla biskupa. W rezultacie podjętych prac w latach 60. XVIII wieku zamek był już przebudowany na barakowy pałac o kształcie bliskim do obecnego. Ostatnie pozostałości zamku zostały usunięte podczas modernizacji budynków w 1861 roku.

## Pałac biskupi

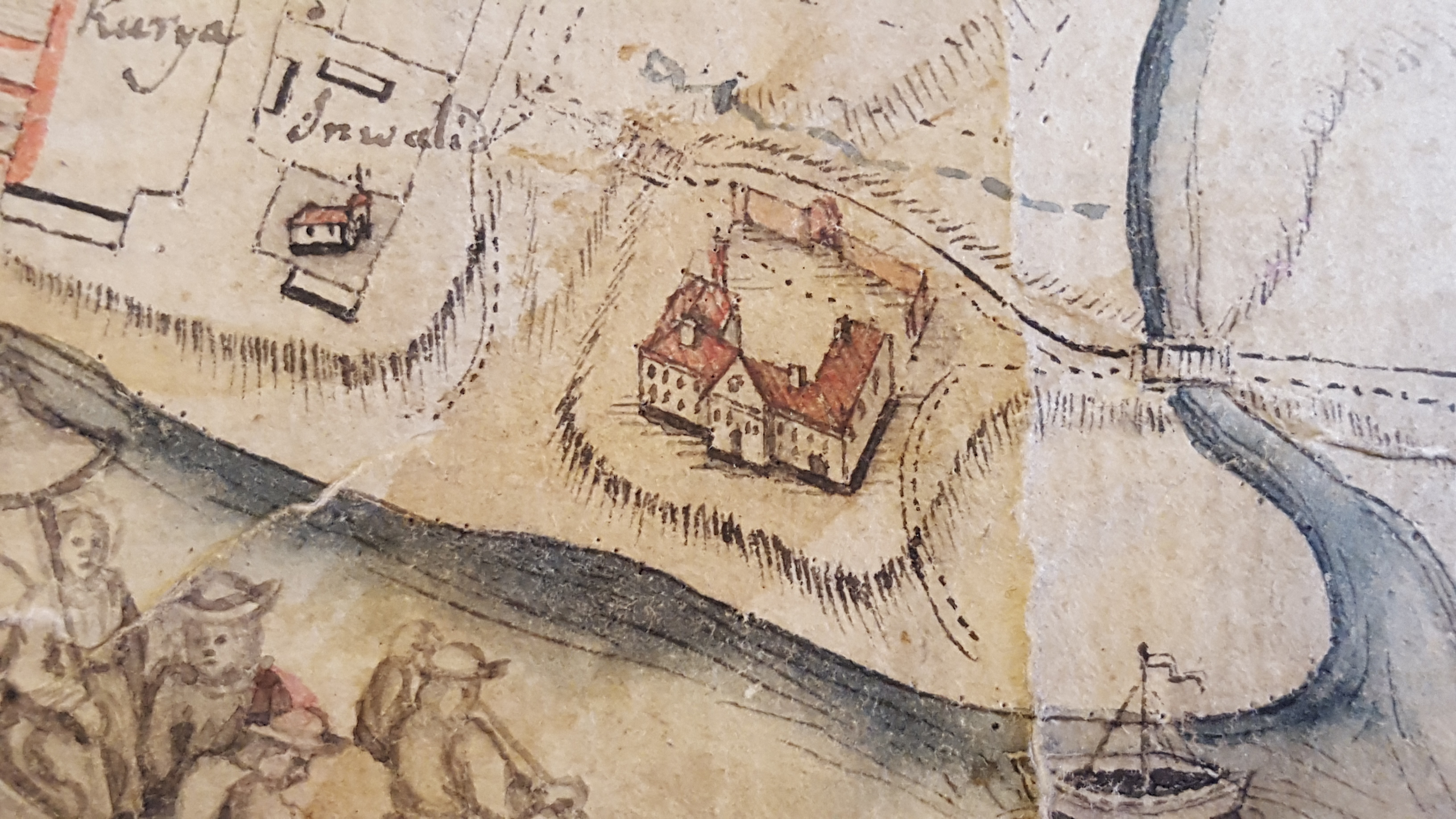
Pałac w 1787 roku

Po 1762 roku biskup Antoni Kazimierz Ostrowski dokonał gruntownej przebudowy i przekształcenia zamku w wygodny pałac. W konsekwencji na miejscu zamku wybudowano barokowy pałac – siedzibę biskupów kujawskich. Relikty dawnego zamku są przypuszczalnie wbudowane w obecnie istniejący budynek. W okresie wojen napoleońskich pałac został przejęty przez władze świeckie. W 1812 roku urządzono w nim szpital dla rannych żołnierzy francuskich. W styczniu 1818 roku biskup Franciszek Malczewski przekazał pałac na szkołę pijarów przeniesioną z Radziejowa, którą uruchomiono w 1821 roku. W 1832 roku szkołę pijarów zamieniono na szkołę świecką. Od 1846 roku w pałacu mieściła się Włocławska Szkoła Realna (potem Gimnazjum Realne). W 1858 roku biskupi przejęli wschodnią część pałacu. W 1861 roku dokonano przebudowy pałacu biskupiego i przypuszczalnie wtedy usunięto ostatnie elementy będące pozostałością zamku, tj. mur obronny. Powstał wtedy fronton z klasycystycznym portykiem od strony mostu oraz ogród wokół pałacu. W drugiej połowie XIX i na początku XX wieku pałac był kilkukrotnie remontowany, m.in. w latach: 1886. W 1894 r. do pałacu od wschodu dobudowano wg projektu Antoniego Olszakowskiego budynek konsystorza. W latach 1916–1920 w lewym skrzydle pałacu miała siedzibę szkoła im. ks. Jana Długosza.
Podczas wojny polsko-bolszewickiej pałac został ostrzelany przez wojska bolszewickie w dniu 17 sierpnia 1920 roku co doprowadziło do pożaru i poważnego zniszczenia budynku. 
Wypalony pałac został odbudowany w latach 1923-1924 wg projektu architekta Józefa Seredyńskiego, a następnie architekta Adolfa Buraczewskiego. Podczas prac rozebrano ruinę budynku konsystorza z 1894 roku. Poświęcenie pałacu po odbudowie odbyło się 28 grudnia 1924 roku. Podczas odbudowy zmieniono wygląd frontu od strony Wisły wprowadzając w miejsce barokowego wysuniętego środkowego ryzalitu nowy portyk z trójkątnym tympanonem.
Pałac Biskupi został wpisany do rejestru zabytków 25 listopada 1985 roku. Wraz z Pałacem do rejestru został wpisany pawilon ogrodowy z przełomu XIX i XX wieku oraz ogrodzenie z bramą wzniesione w 1925 roku.
Podczas badań archeologicznych w latach 1989-1993 odkryto fragmenty muru obronnego i nikłe relikty murów wieży.

## Galeria

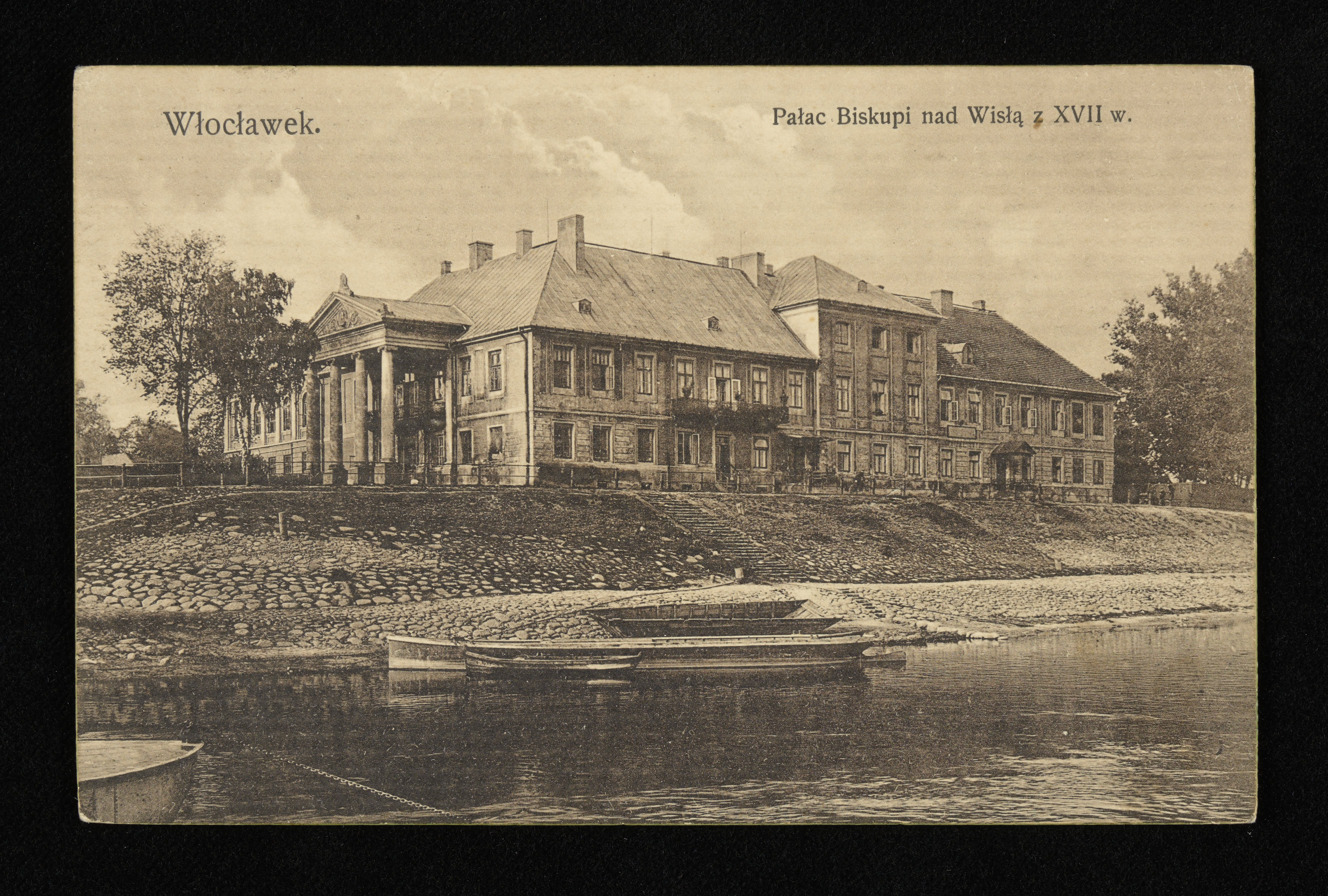
Pałac na pocztówce z 1900-1905 r.
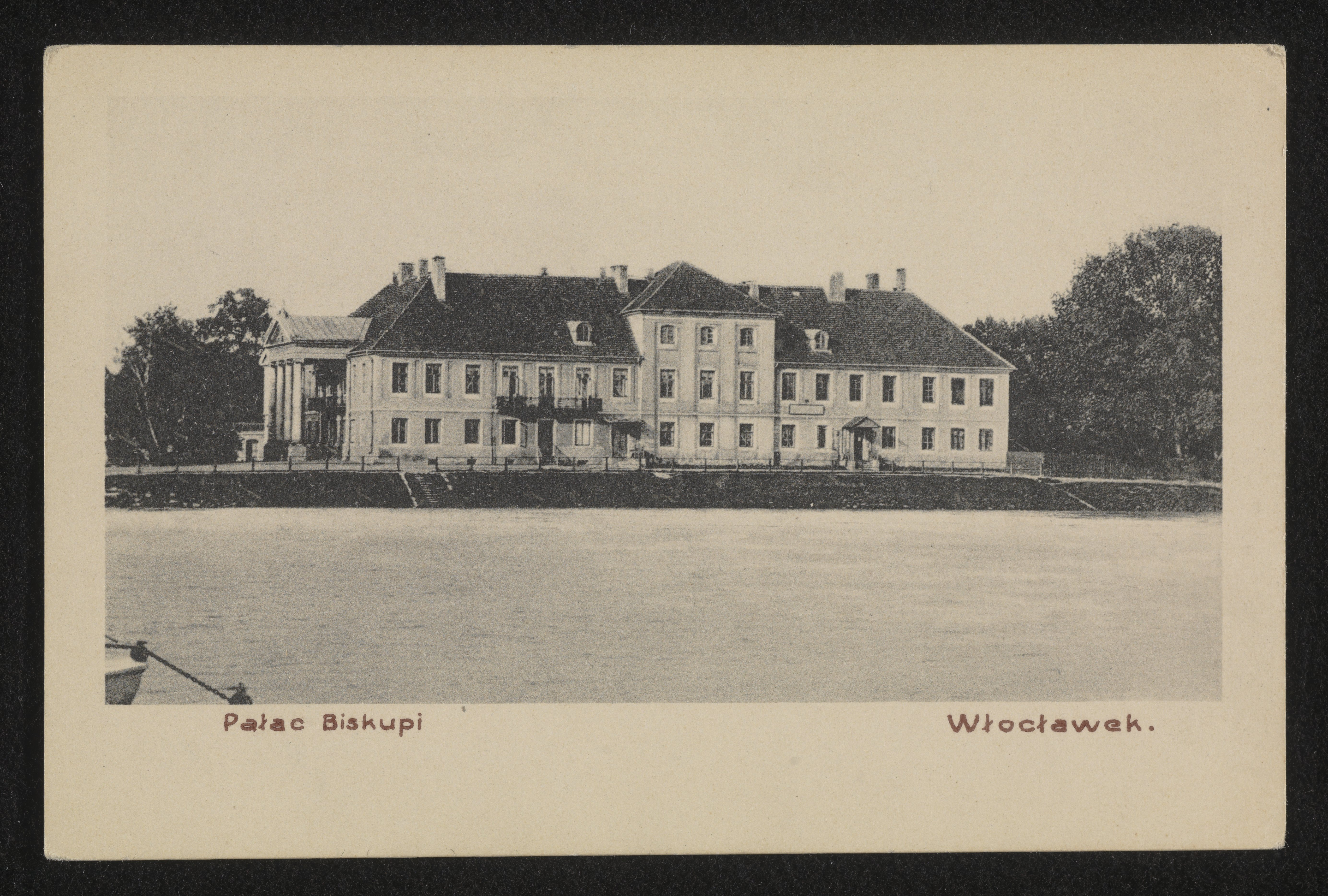
Pałac od strony Wisły przed 1920 r.
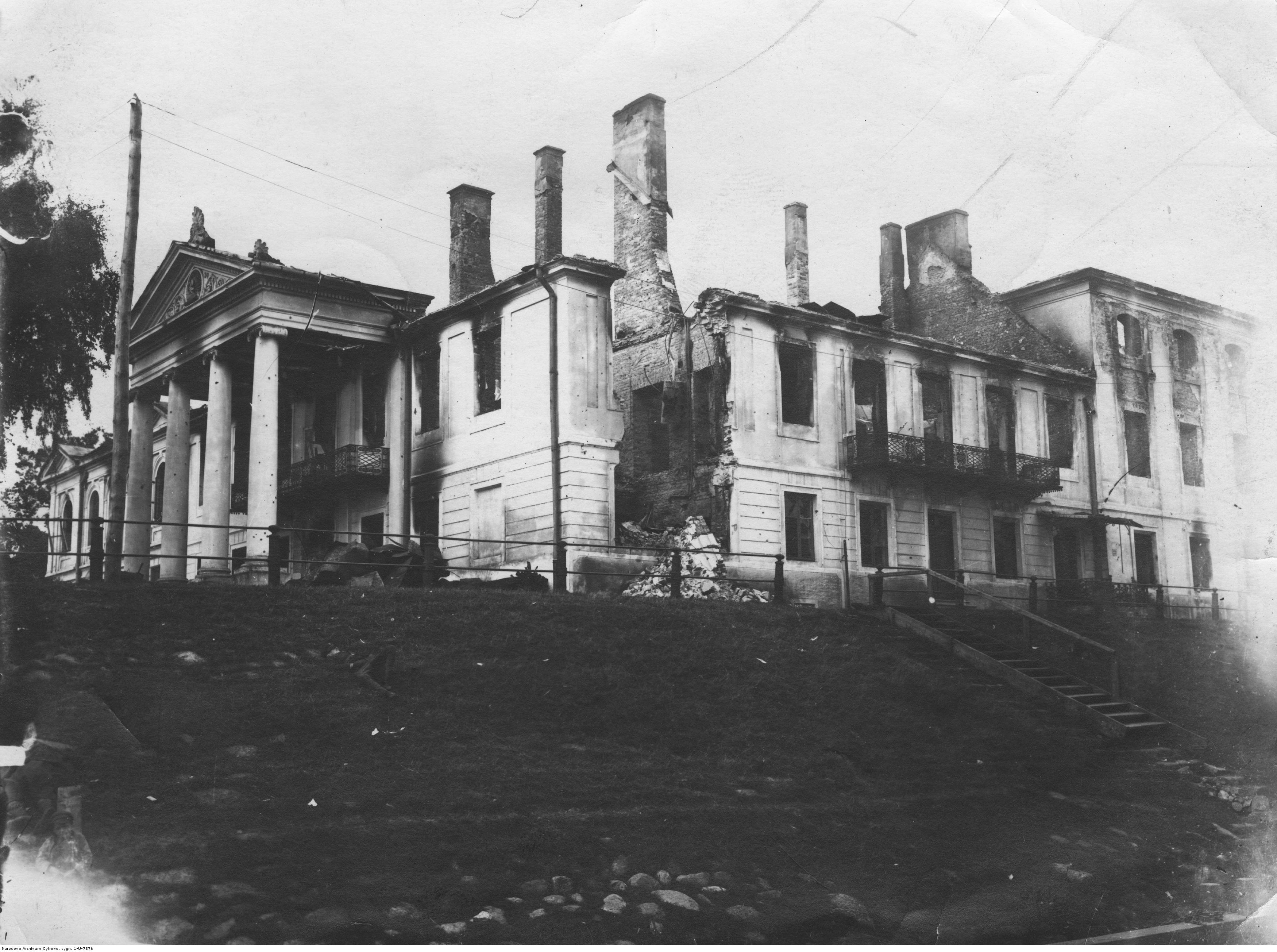
Pałac po spaleniu w 1920 roku
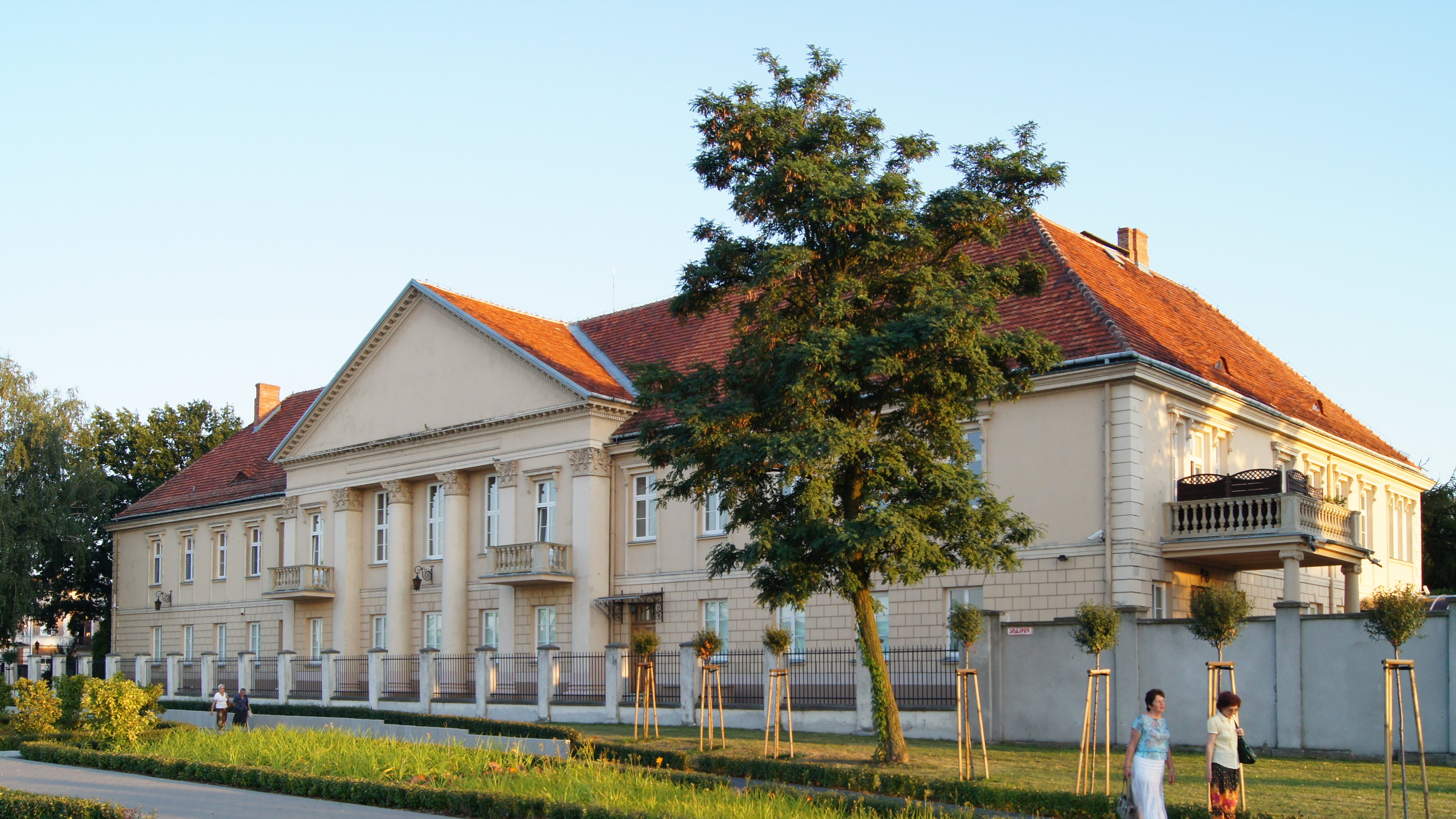
Pałac Biskupi współcześnie
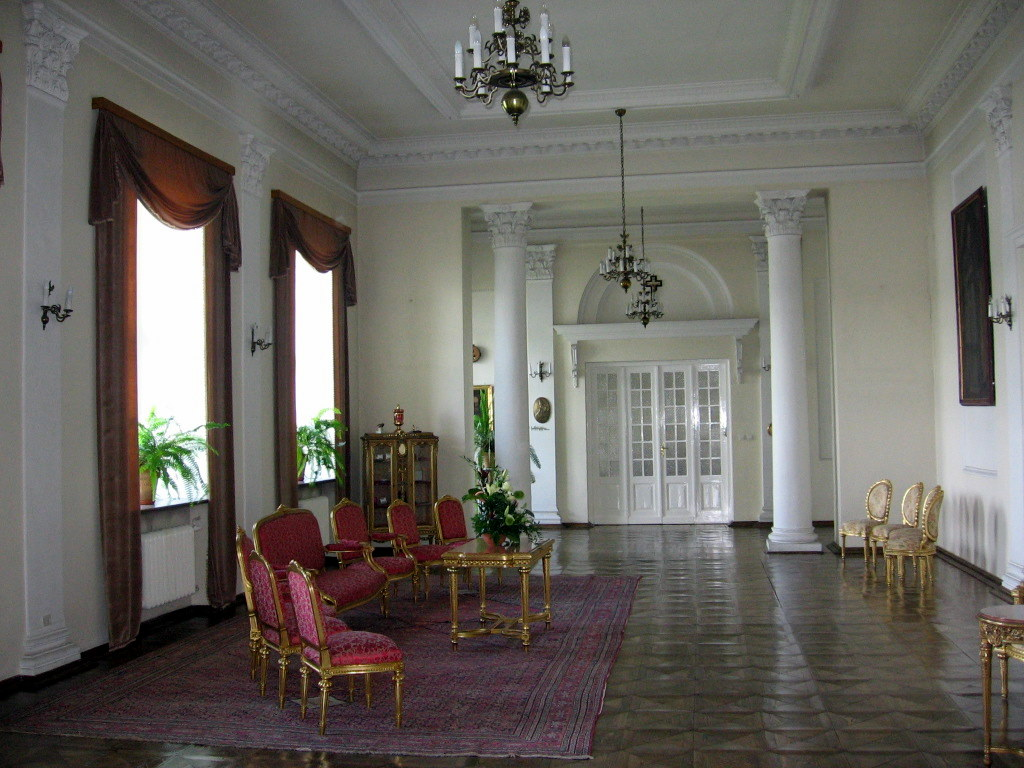
Jedna z sal
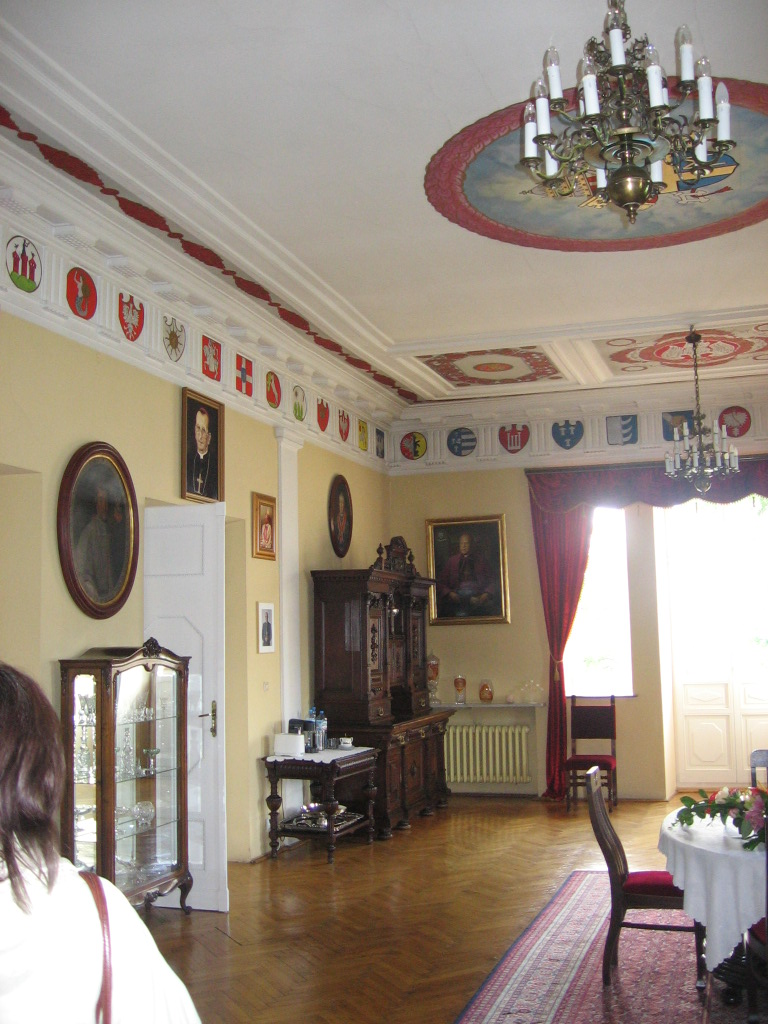
Jedna z sal
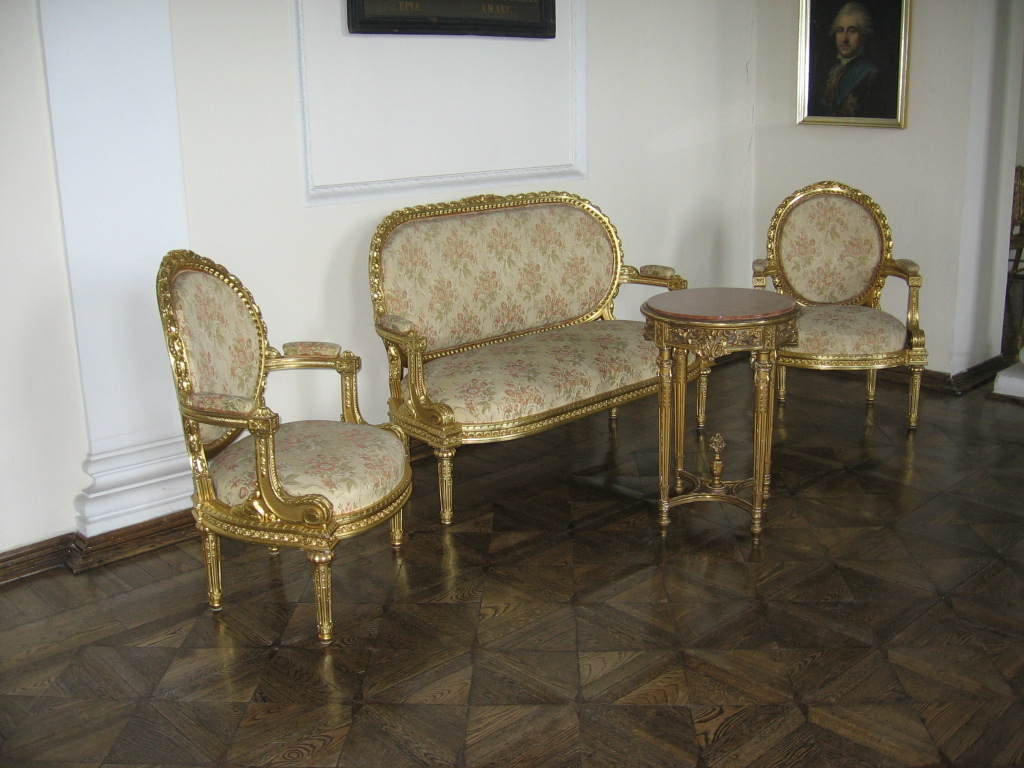
Stół kawowy w jednej z sal
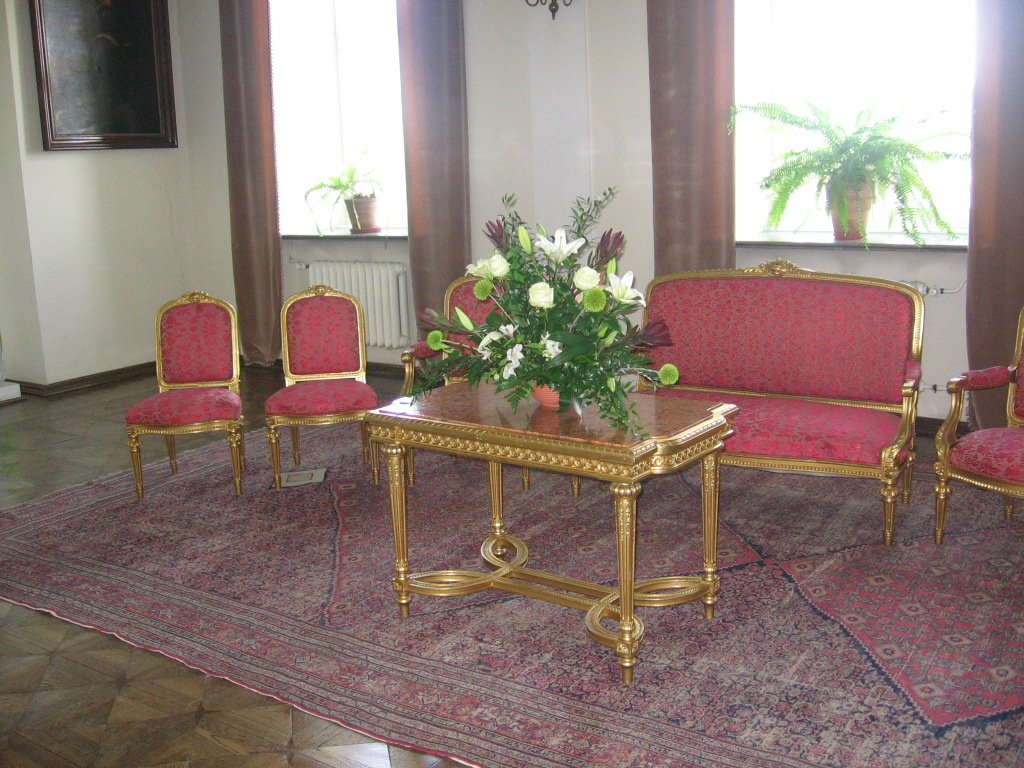
Stół kawowy w jednej z sal
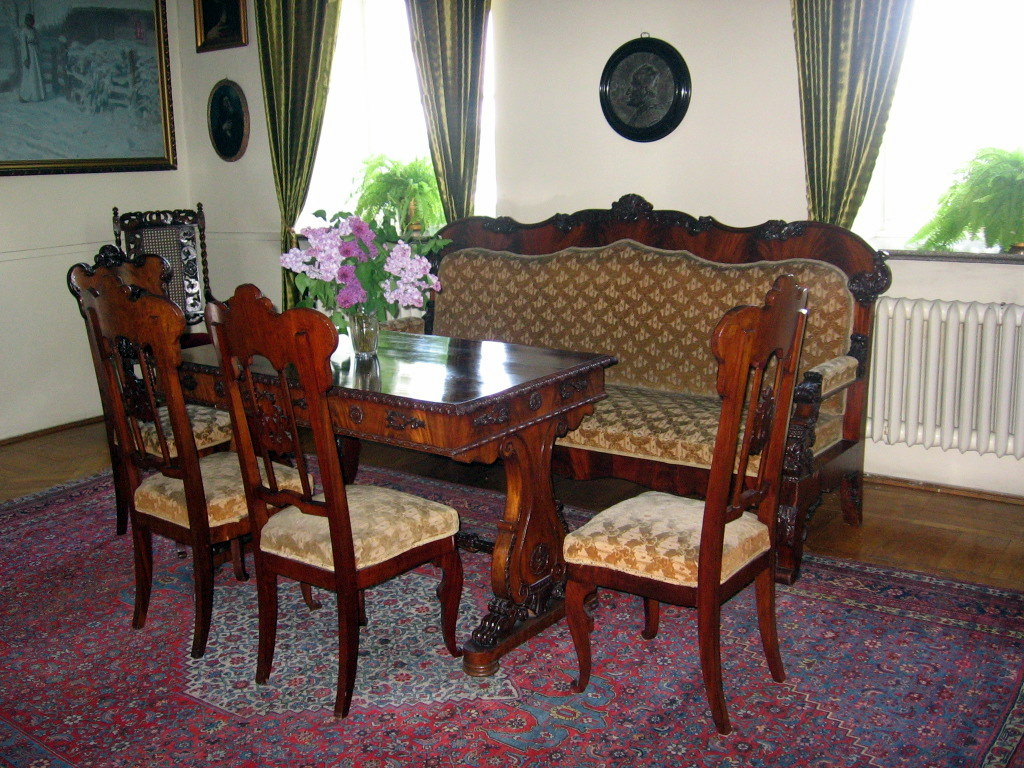
Stół jadalny w jednej z sal
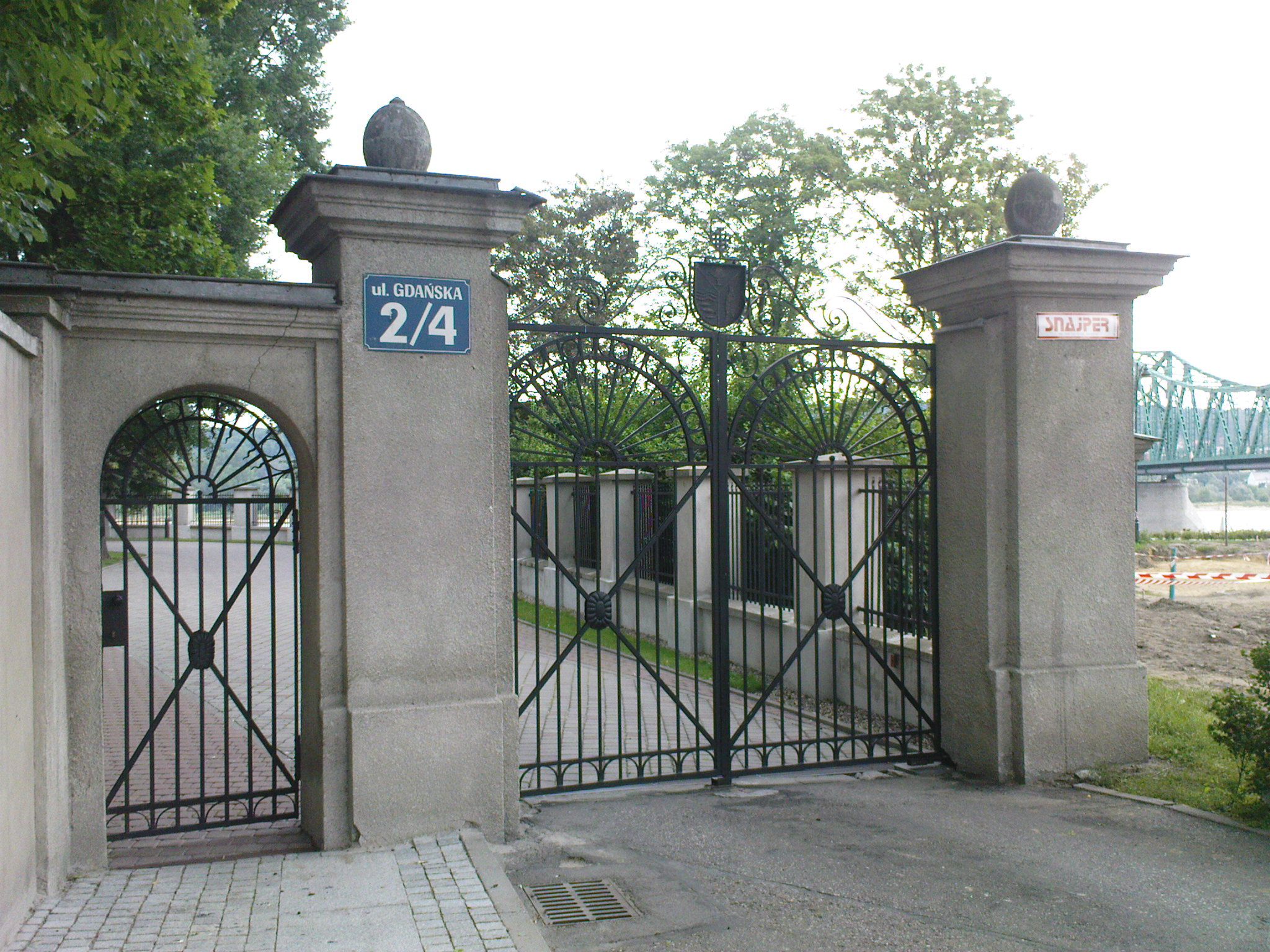
Brama do pałacu biskupiego
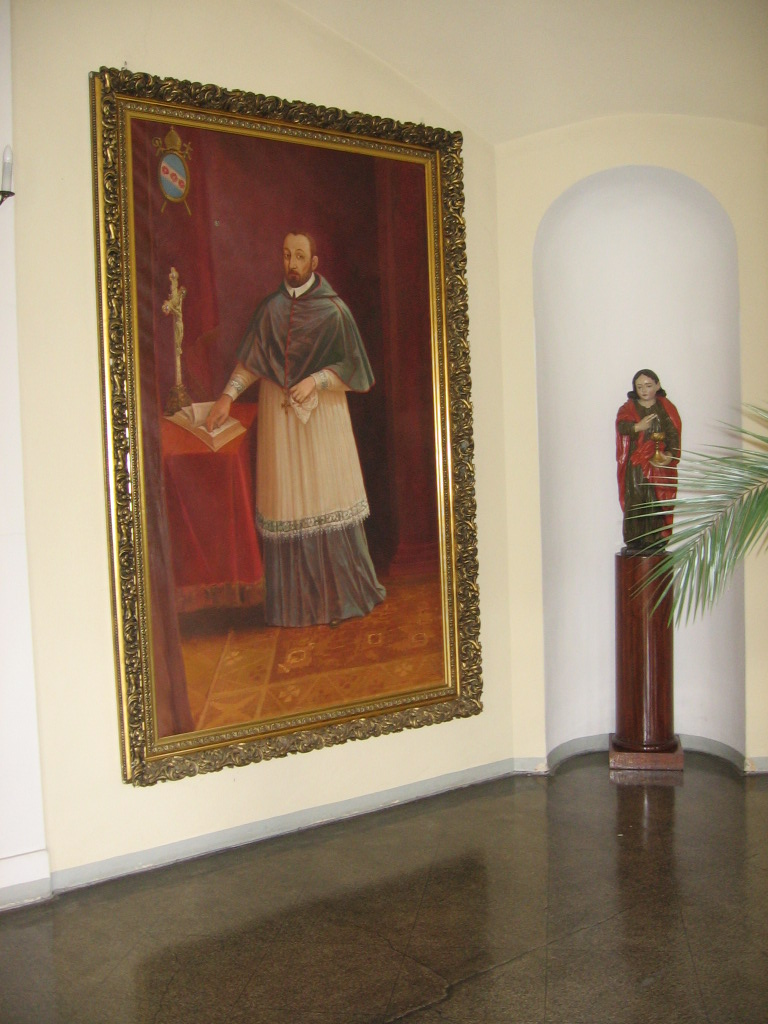
Obraz i rzeźba w jednej z sal